# Salem Kolleg
Das Salem Kolleg (ehemals Salem Akademie) ist eine 2012 gegründete Bildungseinrichtung, die Abiturienten innerhalb eines Orientierungsjahres in drei Trimestern auf ihre akademische und berufliche Zukunft vorbereitet. Im Studium Generale geben qualifizierte Dozenten Einblicke in die Natur-, Geistes- und Gesellschaftswissenschaften und führen in interdisziplinäre Arbeitsmethoden ein.

## Standort
Der Campus des Kollegs liegt in Überlingen am Bodensee und ist dem Salem International College angegliedert.

## Angebot
Das Salem Kolleg steht in der Tradition der Schule Schloss Salem und ihres Gründers Kurt Hahn. Von September bis Juli leben die Kollegiaten auf dem Campus in Überlingen und besuchen die dort angebotenen Seminare.
Der Studienalltag wird in Erstsemester-Lehrveranstaltungen der Universität Konstanz und der HTWG Konstanz erfahrbar.
Das Angebot wird durch Blockseminare zu verschiedenen Themen sowie Kurse im Bereich Theater, Musik, Sprachen und Sport ergänzt und beinhaltet außerdem eine Forschungsreise im Rahmen des wissenschaftlichen Projektes „Soziale Wirklichkeit Europa“.
Die Kollegiaten lernen anhand von individuellen Potentialanalysen und Beratungsgesprächen ihre individuellen Stärken und Begabungen besser kennen, um eine fundierte Studienwahl treffen zu können.
Beim gemeinschaftlichen Leben auf dem modernen Campus am Bodensee und dem begleitenden „Outdoor Leadership Training“ geht es darum, die eigene Persönlichkeit weiterzuentwickeln und gemeinsam mit anderen Herausforderungen zu meistern.

## Bewerbung
Bewerbungsvoraussetzung ist eine Hochschulzugangsberechtigung (z. B. Abitur, Fachabitur, Matura); bei internationalen Abschlüssen (z. B. IB) sind Deutschkenntnisse (mindestens C1 gemäß GeR) erforderlich. Die Aufnahme am Salem Kolleg setzt eine erfolgreiche Teilnahme an einem Auswahlgespräch voraus. Für das Orientierungsjahr am Salem Kolleg können einzelne Stipendien vergeben werden.

## Organisation
Das Salem Kolleg ist gemeinnützig und befindet sich in freier Trägerschaft des Vereins Schule Schloss Salem e. V. Vorstandsvorsitzender ist seit 2021 Till Schreiter, Gründungsrektor des Kollegs ist Gerhard Teufel. Die Geschäftsführung hat Thomas Obitz inne. Die akademische Leitung ist Leonie Leibinger und die pädagogische Leitung ist Philip Heckmann.